# Idiocera (Idiocera) proxima
Idiocera (Idiocera) proxima is een tweevleugelige uit de familie steltmuggen (Limoniidae). De soort komt voor in het Oriëntaals gebied.